# Острови Верховського
Острови́ Верхо́вського (рос. Острова Верховского) — група невеликих островів в затоці Петра Великого Японського моря. Знаходяться за 4,6 км на південний схід від острова Рейнеке та за 5,3 км на південь від острова Шкота. Адміністративно належать до Первомайського району Владивостока Приморського краю Росії.

## Географія
Острови утворені двома групами гостроверхих голих скель червонуватого кольору, розташованих одна від одної на відстані 900 м. Висота найбільшого на найвіддаленішого із островів 27,3 м. Здалеку острови нагадують дві групи кекурів. Іноді ближчу групу називають Малими Верховськими, а віддалену — Великі Верховські. Острови відносяться до Далекосхідного морського заповідника.
Поверхня Великого острова вкрита трав'яною рослинністю. На найбільшому острові Малих островів рослинність зустрічається лише місцями, на голих гранітних скелях поширені сукулентні форми, які беруть вологу із морських туманів та дощу. Острови є популярними для гніздування мартинів. Через віддаленість островів, вода біля їхніх берегів дуже прозора, а 40-метрові глибини біля берега є популярним місцем для дайвінгу.

## Історія
Острови вперше були відкриті французькими та англійськими моряками на початку 1850-их років. В 1862–1863 роках досліджені експедицією підполковника Василя Бабкіна. Тоді ж були і названі на честь члена екіпажу корвета «Калевала» лейтенанта Володимира Верховського. Вдруге були зняті експедицією підполковника корпусу флотських штурманів Олексія Стеніна 1886 року.
В радянські часи острови були частиною прикордонного гарнізону і доступ до них був обмежений. В 1978 році острови стали частиною Далекосхідного морського заповідника. На початку 1990-их років їх відкрили для туристів. В південній частині Великого острова був збудований автоматичний маяк. В кінці 1990-их років на одній із скель була встановлена дошка в пам'ять про загиблого аквалангіста.